# Брежойнс
Брежойнс (порт. Brejões)  —  муниципалитет в Бразилии, входит в штат Баия. Составная часть мезорегиона Юго-центральная часть штата Баия. Входит в экономико-статистический микрорегион Жекие. Население составляет 17 024 человека на 2006 год. Занимает площадь 481,292 км². Плотность населения — 35,4 чел./км².

## Статистика
- Валовой внутренний продукт на 2003 год составляет 39 866 895,00 реалов (данные: Бразильский институт географии и статистики).
- Валовой внутренний продукт на душу населения на 2003 год составляет 2453,05 реала (данные: Бразильский институт географии и статистики).
- Индекс развития человеческого потенциала на 2000 год составляет 0,643 (данные: Программа развития ООН).